# Paray-sous-Briailles

Paray-sous-Briailles este o comună în departamentul Allier din centrul Franței. În 1 ianuarie 2022 avea o populație de 615 de locuitori.